# Billbergia lietzei
Billbergia lietzei är en gräsväxtart som beskrevs av Charles Jacques Édouard Morren. Billbergia lietzei ingår i släktet Billbergia och familjen Bromeliaceae. Inga underarter finns listade i Catalogue of Life.